# Inga Hilsberg
Inga Hilsberg (* 30. November 1972 in Berlin) ist eine deutsche Dirigentin und Offizier im Militärmusikdienst der Bundeswehr.

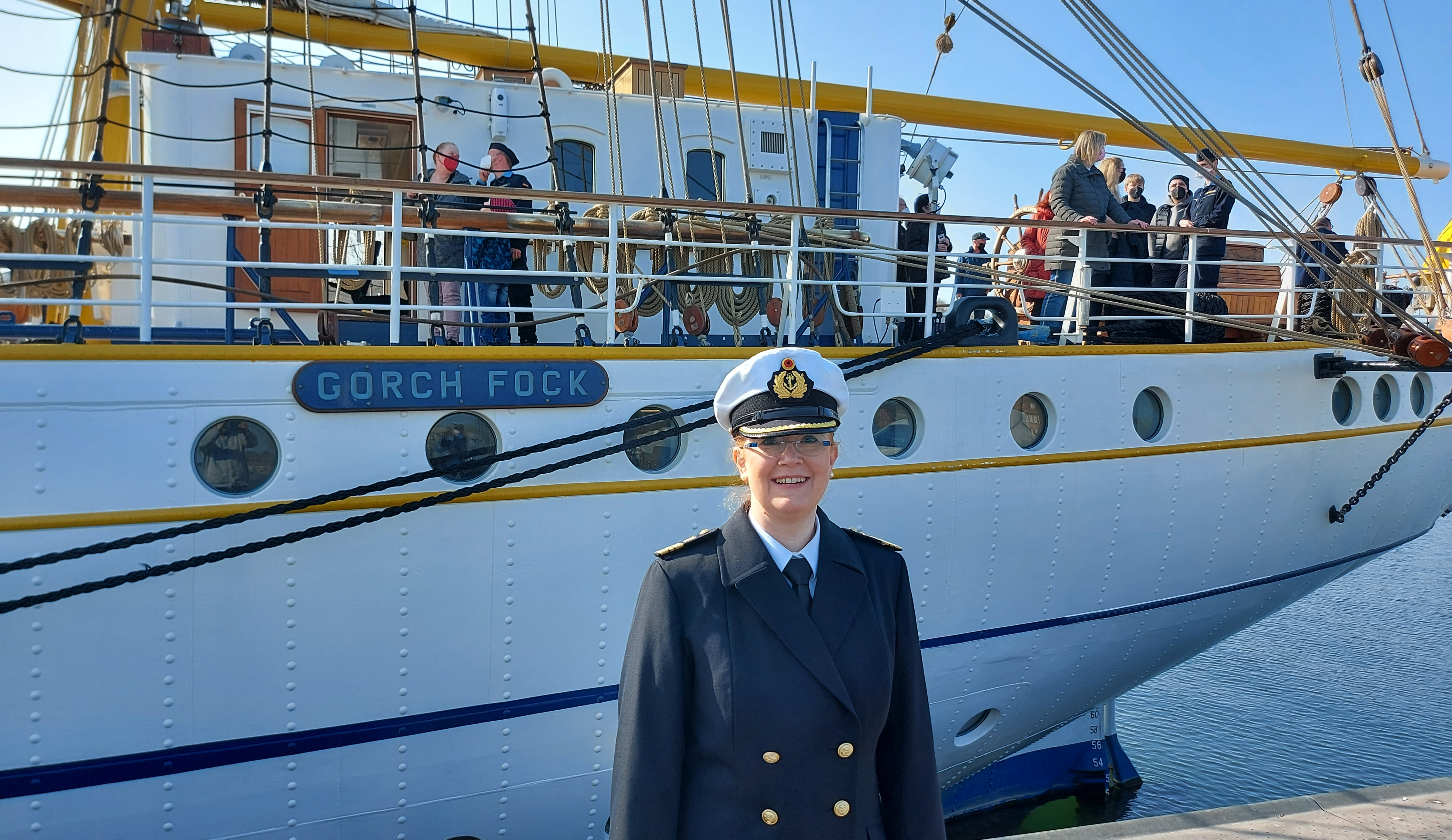
Die Dirigentin Inga Hilsberg als Kapitänleutnant vor Segelschulschiff „Gorch Fock“ am 25. März 2022

## Leben
Nach dem Studium in Köln war sie als Dirigentin beim Musical Disney´s Die Schöne und das Biest in Stuttgart engagiert und zudem stellvertretende Chefdirigentin des Musicals DAS PHANTOM DER OPER sowie Mozart! – Das Musical in Hamburg und Stuttgart. Danach ging sie als 2. Kapellmeisterin und Studienleiterin ans Mainfranken Theater Würzburg und ans Theater Nordhausen, bevor sie 2007 nach Köln kam und bis 2021 die Chefdirigentin der Kölner Symphoniker und der Kammeroper Köln bzw. Deutschen Musical Company war. Des Weiteren hatte Hilsberg von 2020 bis 2021 einen Lehrauftrag im Fach Dirigieren an der TU Dortmund.
Diverse Engagements führten sie u. a. ans Festspielhaus Baden-Baden, Deutsche Oper Berlin, Alte Oper Frankfurt, Berliner und Kölner Philharmonie, Konzerthaus Berlin, Gewandhaus Leipzig und dem Deutschen Theater München. Sie hatte Gastdirigate mit den Bergischen Symphonikern, den Bochumer Symphonikern, dem Konzerthausorchester Berlin und dem Radio-Symphonie-Orchester Pilsen. Im Zuge ihrer Tätigkeit als Dirigentin machte Hilsberg Konzertreisen nach England, Polen, Frankreich, China, Japan und in die USA.
Sie war mit den Kölner Symphonikern von 2016 bis 2019 darüber hinaus bei der Helene-Fischer-Weihnachtsshow engagiert und 2018 am Deutschen Theater München für das Musical DER MEDICUS verpflichtet. Außerdem arbeitete sie 2019 als Music Director des Musicals JESUS CHRIST SUPERSTAR im Theater am Marientor Duisburg und leitete im Sommer 2019 das Open-Air-Musical BONIFATIUS mit dem 50-köpfigen Orchester der Kölner Symphoniker vor dem Fuldaer Dom. 2019 bis 2021 war sie künstlerische Leiterin und Dirigentin des Berliner Konzertchores Camerata Vocale Berlin. .
2021 trat sie in die Bundeswehr ein und war zunächst als 2. Musikoffizier beim Heeresmusikkorps in Veitshöchheim verpflichtet.
Hilsberg ist seit Februar 2022 die Leiterin des Marinemusikkorps Kiel.

## Engagements (Auswahl)
- Leiterin des Marinemusikkorps Kiel
- Chefdirigentin der Kammeroper Köln, der Kölner Symphoniker und der Deutschen Musical Company
- Theater Nordhausen – 2. Kapellmeisterin und Studienleiterin
- Mainfranken Theater Würzburg – 2. Kapellmeisterin
- Musical Phantom der Oper (Hamburg und Stuttgart) – stellvertretende Chefdirigentin
- Musical Mozart! – Das Musical (Hamburg) – stellvertretende Chefdirigentin
- Musical Die Schöne und das Biest (Stuttgart) – Dirigentin

Zu den von ihr dirigierten Werken zählen unter anderem Tosca, La Boheme, Coppelia, Die lustigen Weiber von Windsor, Die Zauberflöte, Die Hochzeit des Figaro, Don Giovanni, Die Fledermaus, Die lustige Witwe. Ein reichhaltiges Konzertrepertoire rundet ihr Schaffen ab.